# Беф
Беф (фр. Beffes) насеље је и општина у централној Француској у региону Центар (регион), у департману Шер која припада префектури Бурж.
По подацима из 2011. године у општини је живело 695 становника, а густина насељености је износила 58,75 становника/km². Општина се простире на површини од 11,83 km². Налази се на средњој надморској висини од 166 метара (максималној 196 m, а минималној 153 m).

## Демографија
| 1962. | 1968. | 1975. | 1982. | 1990. | 1999. | 2011. |
| ----- | ----- | ----- | ----- | ----- | ----- | ----- |
| 606   | 637   | 689   | 662   | 644   | 672   | 695   |

График промене броја становника у току последњих година